# Lee Gae-byok
Lee Gae-byok (이계벽), né le 4 septembre 1971) est un réalisateur et scénariste sud-coréen. Il débute avec The Beast and the Beauty (ko) en 2005 puis revient en 2016 après une pause de dix ans avec Luck Key, un succès au box-office avec presque 7 millions d'entrées.

## Biographie
Lee est étudiant en cinéma à l'université lorsqu'il fait ses débuts et remporte le prix d'argent au Golden Crown Film Festival avec le court métrage I am the Movie. Plus tard, il travaille comme assistant réalisateur sur Sympathy for Mister Vengeance (2002) et Old Boy (2003) de Park Chan-wook.
Présentant de l'intérêt pour le cinéma mélangeant humour et esprit, son premier long métrage est la comédie romantique The Beast and the Beauty (ko) (2005). Après une pause de 10 ans, il revient avec la comédie d'action Luck Key (2016), une reprise de la comédie japonaise Key of Life (2012),.
En 2019, Lee réalise son troisième film avec Cheer Up, Mr. Lee.

## Filmographie
- Sympathy for Mister Vengeance (2002) - assistant réalisateur
- Boss X File (2002) - 1er assistant réalisateur
- Old Boy (2003) - 1er assistant réalisateur, script
- The Beast and the Beauty (ko) (2005) - réalisateur
- Nobody Knows (court métrage, 2006) - réalisateur
- 09:05 (court métrage, 2006) - réalisateur
- Couples (2011) - scénariste, 1er assistant réalisateur
- South Bound (2013) - scénariste
- Luck Key (2016) - réalisateur
- Cheer Up, Mr. Lee (2019) - réalisateur